# Interstate 78
Pour les articles homonymes, voir I78 et Route 78.
L'Interstate 78 (I-78) est une autoroute ouest–est du Nord-est des États-Unis. Elle parcourt 146,28 mi (235,41 km) depuis l'I-81 au nord-est de Harrisburg en Pennsylvanie, jusqu'au Holland Tunnel vers Lower Manhattan à New York.

## Description du tracé
|       | mi     | km     |
| ----- | ------ | ------ |
| PA    | 77,95  | 125,45 |
| NJ    | 67,83  | 109,16 |
| NY    | 0,50   | 0,80   |
| Total | 146,28 | 235,41 |

### Pennsylvanie
L'I-78 débute à un échangeur avec l'I-81 à Union Township, environ 25 miles (40 km) au nord-est de Harrisburg. Près de la frontière est du comté, la US 22 se joint à l'I-78 pour les prochains 43 miles (69 km) à travers les comtés de Berks et de Lehigh.
Près d'Allentown, la US 22 se détache de l'I-78. L'autoroute contourne la ville par le sud et traverse les South Mountain.
L'autoroute poursuit son trajet jusqu'à Easton. À cet endroit, elle traverse le fleuve Delaware sur un pont à péage et entre au New Jersey.

### New Jersey

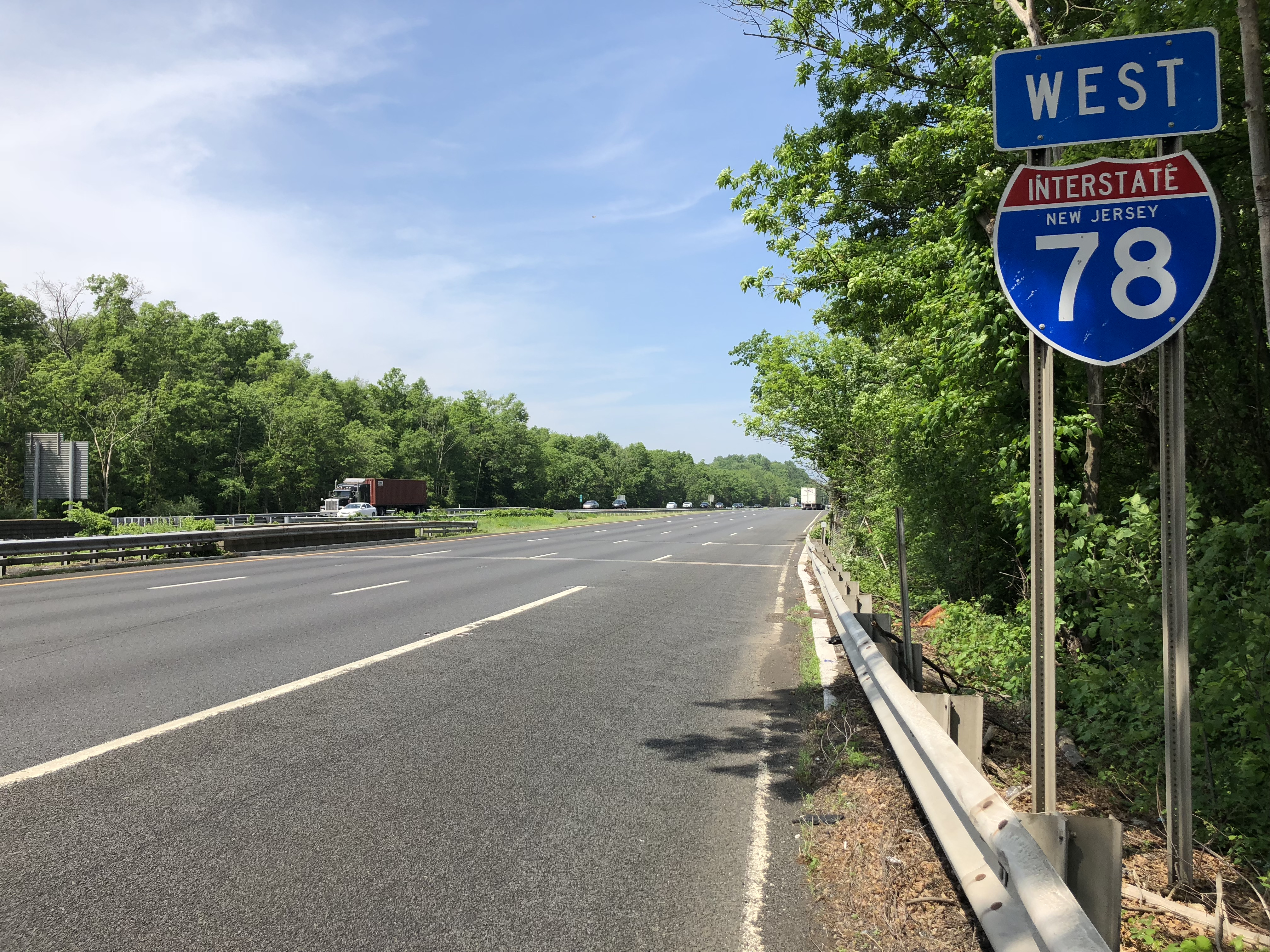
L'I-78 ouest à Warren Township, New Jersey

Après le pont à péage de l'I-78, l'autoroute entre au New Jersey comme la Phillipsburg–Newark Expressway. La route contourne la ville d'Alpha et rencontre la US 22 qui forme un second multiplex avec l'I-78. C'est à Annandale que la US 22 quitte le tracé de l'I-78. Un peu plus à l'est, elle rencontrera l'I-287 / US 202 / US 206.
L'I-78 poursuit vers Newark et croise la Garden State Parkway au sud-ouest de la ville. Elle passe au nord de l'Aéroport international de Newark, croise un poste de péage et l'I-95 / New Jersey Turnpike. Elle traverse la baie de Newark et entre dans la ville de Jersey City. Au nord du centre-ville, elle devient la 12th Street (14th Street en direction ouest) et croise quatre intersections à niveau avant de passer sous le fleuve Hudson, dans le Holland Tunnel.

### New York
L'I-78 dans l'État de New York ne fait que 0,5 mile (0,80 km). À l'origine, l'autoroute devait traverser Manhattan en se dirigeant vers le nord-est et se terminer à l'I-95 dans le Bronx. Ce segment a été annulé.

## Liste des sorties

### Pennsylvanie
| Interstate 78                                     |                                                |                                                                   |        |                                 | |                                                                                       |
| Comté                                             | Municipalité                                   | mi                                                                | km     | Sortie                          | Intersections / Destinations                                                                                                   | Notes                                                                                 |
| Lebanon                                           | Union Township                                 | 0,00                                                              | 0,00   | 1B                              | I-81 sud – Harrisburg | Sortie 89 de l'I-81                                                                   |
| Lebanon                                           | Union Township                                 | 0,55                                                              | 0,89   | 1A                              | I-81 nord – Hazleton | Sortie 89 de l'I-81                                                                   |
| Lebanon                                           | Bethel Township                                | 5,85                                                              | 9,41   | 6                               | PA 343 (en) sud – Lebanon, Fredericksburg                                                                                      | Sortie direction est, entrée direction ouest                                          |
| Lebanon                                           | Bethel Township                                | 7,90                                                              | 12,71  | 8                               | US 22 ouest vers PA 343 (en) – Lebanon, Fredericksburg                                                                         | Terminus ouest du multiplex avec US 22; sortie direction ouest, entrée direction est  |
| Berks                                             | Bethel Township                                | 10,20                                                             | 16,43  | 10                              | PA 645 (en) – Frystown |                                                                                       |
| Berks                                             | Bethel Township                                | 12,68                                                             | 20,41  | 13                              | PA 501 (en) – Bethel |                                                                                       |
| Berks                                             | Bethel Township                                | 14,67                                                             | 23,61  | 15                              | Grimes |                                                                                       |
| Berks                                             | Bethel Township                                | 15,40                                                             | 24,78  | 16                              | Midway |                                                                                       |
| Berks                                             | Bethel Township                                | 16,58                                                             | 26,68  | 17                              | PA 419 (en) – Rehrersburg |                                                                                       |
| Berks                                             | Upper Tulpehocken Township                     | 18,65                                                             | 30,01  | 19                              | PA 183 (en) – Strausstown |                                                                                       |
| Berks                                             | Upper Bern Township                            | 22,71                                                             | 36,55  | 23                              | Shartlesville |                                                                                       |
| Berks                                             | Tilden Township                                | 29,11                                                             | 46,85  | 29                              | PA 61 (en) – Pottsville, Reading                                                                                               |                                                                                       |
| Berks                                             | Hamburg                                        | 30,19                                                             | 48,59  | 30                              | Hamburg |                                                                                       |
| Berks                                             | Greenwich Township                             | 35,23                                                             | 56,70  | 35                              | PA 143 (en) – Lenhartsville |                                                                                       |
| Berks                                             | Greenwich Township                             | 40,27                                                             | 64,81  | 40                              | PA 737 (en) – Kutztown, Krumsville                                                                                             |                                                                                       |
| Lehigh                                            | Weisenberg Township                            | 44,96                                                             | 72,36  | 45                              | PA 863 (en) – Lynnport, New Smithville                                                                                         |                                                                                       |
| Lehigh                                            | Upper Macungie Township                        | 49,26                                                             | 79,28  | 49                              | PA 100 (en) – Trexlertown, Fogelsville                                                                                         |                                                                                       |
| Lehigh                                            | Upper Macungie Township                        | 50,89                                                             | 81,90  | 51                              | US 22 est vers I-476 Toll Pennsylvania Turnpike Northeast Extension / PA 309 (en) nord – Aéroport d'Allentown-Bethlehem-Easton | Terminus est du multiplex avec US 22; sortie direction est, entrée direction ouest    |
| Lehigh                                            | Lower Macungie Township                        | 53,67                                                             | 86,37  | 53                              | PA 309 (en) nord vers I-476 Toll Pennsylvania Turnpike Northeast Extension – Tamaqua                                           | Terminus ouest du multiplex avec PA 309; sortie direction ouest, entrée direction est |
| Lehigh                                            | Limite township Lower Macungie–South Whitehall | 54,12                                                             | 87,10  | 54                              | US 222 sud / PA 222 (en) nord (Hamilton Boulevard)                                                                             | Indiqué sortie 54A (sud) et 54B (nord) en direction ouest                             |
| Lehigh                                            | Salisbury Township                             | 55,41                                                             | 89,17  | 55                              | PA 29 (en) sud (Cedar Crest Boulevard)                                                                                         |                                                                                       |
| Lehigh                                            | Allentown                                      | 57,20                                                             | 92,05  | 57                              | Lehigh Street |                                                                                       |
| Lehigh                                            | Allentown                                      | 57,63                                                             | 92,75  | 58                              | Emaus Avenue sud | Sortie direction ouest seulement                                                      |
| Lehigh                                            | Upper Saucon Township                          | 58,83                                                             | 94,68  | 59                              | Vers PA 145 (en) – Summit Lawn                                                                                                 | Sortie direction est, entrée direction ouest                                          |
| Lehigh                                            | Upper Saucon Township                          | 59,92                                                             | 96,43  | 60A                             | PA 309 (en) sud – Quakertown                                                                                                   | Terminus est du multiplex avec PA 309                                                 |
| Lehigh                                            | Upper Saucon Township                          | 60,30                                                             | 97,04  | 60B                             | PA 145 (en) nord (South 4th Street)                                                                                            | Sortie direction ouest seulement                                                      |
| Northampton                                       | Bethlehem                                      | 66,36                                                             | 106,80 | 67                              | PA 412 (en) – Hellertown, Bethlehem                                                                                            |                                                                                       |
| Northampton                                       | Lower Saucon Township                          | 71,04                                                             | 114,33 | 71                              | PA 33 (en) nord vers US 22 – Stroudsburg                                                                                       | Accès à l'Aéroport d'Allentown-Bethlehem-Easton                                       |
| Northampton                                       | Williams Township                              | 75,00                                                             | 120,70 | 75                              | Vers PA 611 (en) – Easton, Philadelphie                                                                                        |                                                                                       |
| Northampton                                       | Williams Township                              | Aire de repos et centre d'accueil des visiteurs (direction ouest) |        |                                 | |                                                                                       |
| Northampton                                       | Williams Township                              | Poste de péage (direction ouest)                                  |        |                                 | |                                                                                       |
| Fleuve Delaware                                   | Fleuve Delaware                                | 77,10                                                             | 124,08 | Pont à péage de l'Interstate 78 | Pont à péage de l'Interstate 78                                                                                                | Pont à péage de l'Interstate 78                                                       |
| Fleuve Delaware                                   | Fleuve Delaware                                | 77,10                                                             | 124,08 |                                 | I-78 est – New York | Continue au New Jersey                                                                |
| - Terminus de multiplex - Péage - Accès incomplet |                                                |                                                                   |        |                                 | |                                                                                       |

### New Jersey
| Interstate 78                                     |                                 |       |        |                                                            | | |
| Comté                                             | Municipalité                    | mi    | km     | Sortie                                                     | Intersections / Destinations                                                                                     | Notes |
| Fleuve Delaware                                   | Fleuve Delaware                 | 0,00  | 0,00   |                                                            | I-78 ouest – Pennsylvanie                                                                                        | Continue en Pennsylvanie |
| Fleuve Delaware                                   | Fleuve Delaware                 | 0,00  | 0,00   | Pont à péage de l'Interstate 78 (péage direction ouest)    | | |
| Warren                                            | Greenwich Township              | 3,94  | 6,34   | 3                                                          | US 22 ouest / Route 173 (en) vers Route 122 (en) – Phillipsburg, Bloomsbury, Alpha                               | Terminus ouest du multiplex avec US 22; pas de sortie vers Route 173 sud en direction ouest                                                 |
| Warren                                            | Greenwich Township              | 5,48  | 8,82   | 4                                                          | Warren Glen, Stewartsville                                                                                       | Sortie direction ouest, entrée direction est                                                                                                |
| Warren                                            | Franklin Township               | 7,03  | 11,31  | 6                                                          | Warren Glen, Asbury, poste de pesée                                                                              | Sortie direction est, entrée direction ouest                                                                                                |
| Hunterdon                                         | Bloomsbury                      | 7,46  | 12,01  | 7                                                          | Route 173 (en) – West Portal, Bloomsbury                                                                         | |
| Hunterdon                                         | Union Township                  | 11,76 | 18,93  | 11                                                         | Route 173 (en) – West Portal, Pattenburg                                                                         | |
| Hunterdon                                         | Union Township                  | 13,42 | 21,60  | 12                                                         | Route 173 (en) – Jutland, Norton                                                                                 | |
| Hunterdon                                         | Union Township                  | 15,01 | 24,16  | 13                                                         | Route 173 (en) ouest (Service Road)                                                                              | Terminus ouest du multiplex avec Route 173; sortie direction ouest, entrée direction est                                                    |
| Hunterdon                                         | Franklin Township               | 16,06 | 25,85  | 15                                                         | Route 173 (en) est – Clinton, Pittstown                                                                          | Terminus est du multiplex avec Route 173 |
| Hunterdon                                         | Clinton Township                | 17,32 | 27,87  | 17                                                         | Route 31 (en) est – Clinton, Washington, Flemington, Trenton                                                     | Indiqué sortie 16 (nord) et 17 (sud) en direction est                                                                                       |
| Hunterdon                                         | Clinton Township                | 18,34 | 29,52  | 18                                                         | US 22 est – Annandale, Lebanon                                                                                   | Terminus est du multiplex avec US 22 |
| Hunterdon                                         | Lebanon                         | 20,78 | 33,44  | 20                                                         | Lebanon, Round Valley Recreation Area, Cokesbury                                                                 | Sortie direction ouest, entrée direction est; indiqué sortie 20A (sud) et 20B (nord)                                                        |
| Hunterdon                                         | Tewksbury Township              | 25,03 | 40,28  | 24                                                         | CR 523 (en) vers CR 517 (en) – Oldwick, Whitehouse                                                               | |
| Somerset                                          | Bedminster                      | 27,11 | 43,63  | 26                                                         | CR 523 Spur (en) – Lamington, North Branch                                                                       | |
| Somerset                                          | Bedminster                      | 30,80 | 49,57  | 29                                                         | I-287 vers I-80 / US 202 / US 206 – Morristown, Somerville                                                       | Sortie 21 de l'I-287 |
| Somerset                                          | Limite township Bernards–Warren | 34,58 | 55,65  | 33                                                         | CR 525 (en) – Bernardsville, Martinsville                                                                        | |
| Somerset                                          | Warren Township                 | 37,39 | 60,17  | 36                                                         | CR 651 – Basking Ridge, Warren Township                                                                          | |
| Somerset                                          | Warren Township                 | 40,98 | 65,95  | 40                                                         | CR 531 (en) – The Plainfields, Watchung, Gillette                                                                | |
| Somerset                                          | Watchung                        | 42,22 | 67,95  | 41                                                         | Berkeley Heights, Scotch Plains                                                                                  | Pas d'entrée direction est |
| Union                                             | Berkeley Heights                | 44,01 | 70,83  | 43                                                         | Berkeley Heights, New Providence, Watchung                                                                       | |
| Union                                             | Berkeley Heights                | 44,52 | 71,65  | 44                                                         | New Providence, Berkeley Heights,                                                                                | Sortie et entrée direction est seulement |
| Union                                             | Summit                          | 46,72 | 75,19  | 45                                                         | CR 527 (en) (Glenside Avenue) – Summit                                                                           | Sortie direction est, entrée direction ouest                                                                                                |
| Union                                             | Springfield Township            | 48,14 | 77,47  | Terminus ouest des voies locales / express                 | Terminus ouest des voies locales / express                                                                       | Terminus ouest des voies locales / express                                                                                                  |
| Union                                             | Springfield Township            | 49,28 | 79,31  | 48                                                         | Route 24 (en) vers I-287 – Millburn, Springfield, Morristown                                                     | |
| Union                                             | Union Township                  | 50,28 | 81,40  | 49                                                         | Route 124 (en) vers Route 82 (en) – Springfield, Union, Maplewood                                                | Sortie direction est, entrée direction ouest; indiqué sortie 49A (ouest) et 49B (est)                                                       |
| Union                                             | Union Township                  | 51,43 | 82,77  | 50                                                         | Union, Millburn, Maplewood                                                                                       | Sortie direction ouest, entrée direction est; indiqué sortie 50A (sud) et 50B (nord)                                                        |
| Union                                             | Union Township                  | 53,11 | 85,47  | 52                                                         | Garden State Parkway (en)                                                                                        | Voies de passage depuis Voies express permettent l'accès complet; véhicules commerciaux interdits; sortie 142A-B de la Garden State Parkway |
| Union                                             | Hillside                        | 54,32 | 87,42  | 54                                                         | Hillside, Irvington                                                                                              | Sortie direction est, entrée direction ouest                                                                                                |
| Essex                                             | Newark                          | 54,88 | 88,32  | 55                                                         | Hillside, Irvington                                                                                              | Sortie direction est via sortie 54 |
| Essex                                             | Newark                          | 56,45 | 90,85  | 56                                                         | West Peddle Street / Elizabeth Avenue – Centre-ville de Newark                                                   | Sortie depuis les voies express et locales                                                                                                  |
| Essex                                             | Newark                          | 57,23 | 92,10  | 57                                                         | Route 21 (en) nord – Newark, Aéroport international Liberty de Newark                                            | Pas de sortie en direction ouest |
| Essex                                             | Newark                          | 57,45 | 92,46  | 57                                                         | US 1-9 sud – Aéroport international Liberty de Newark, Elizabeth                                                 | Pas de sortie en direction est |
| Essex                                             | Newark                          | 58,03 | 93,39  | 58A                                                        | US 1-9 sud vers US 22 / Route 21 (en) – Port Newark, Elizabeth, Newark, Aéroport international Liberty de Newark | Voie de passage depuis la Voie express en direction est                                                                                     |
| Essex                                             | Newark                          | 58,32 | 93,86  | 58B                                                        | US 1-9 nord | |
| Essex                                             | Newark                          | 58,32 | 93,86  | Terminus est des voies locales / express                   | | |
| Essex                                             | Newark                          | 58,60 | 94,31  | Poste de péage de la sortie 14                             | Poste de péage de la sortie 14                                                                                   | Poste de péage de la sortie 14 |
| Essex                                             | Newark                          | 58,93 | 94,84  | —                                                          | I-95 / N. J. Turnpike – New York, Trenton                                                                        | Sortie 14 de l'I-95 |
| Baie de Newark                                    | Baie de Newark                  | 60,80 | 97,85  | Pont de la Baie de Newark                                  | Pont de la Baie de Newark                                                                                        | Pont de la Baie de Newark |
| Hudson                                            | Limite Bayonne–Jersey City      | 62,01 | 99,80  | 14A                                                        | Route 440 (en) – Bayonne                                                                                         | Accès au Port de croisières de Cape Liberty et à Staten Island                                                                              |
| Hudson                                            | Jersey City                     | 64,20 | 103,32 | 14B                                                        | Jersey City, Parc d'État Liberty                                                                                 | |
| Hudson                                            | Jersey City                     | 64,50 | 103,80 | Poste de péage de la sortie 14C                            | Poste de péage de la sortie 14C                                                                                  | Poste de péage de la sortie 14C |
| Hudson                                            | Jersey City                     | 64,63 | 104,01 | —                                                          | Liberty Science Center, Stationnement incitatif Liberty State Park                                               | Sortie direction est, entrée direction ouest                                                                                                |
| Hudson                                            | Jersey City                     | 65,50 | 105,41 | —                                                          | Columbus Drive                                                                                                   | Sortie direction est, entrée direction ouest                                                                                                |
| Hudson                                            | Jersey City                     | 66,49 | 107,01 | —                                                          | Route 139 (en) ouest vers US 1-9 / I-280 – Pulaski Skyway                                                        | Sortie direction ouest, entrée direction est                                                                                                |
| Hudson                                            | Jersey City                     | 66,76 | 107,44 | Terminus est de l'autoroute                                | Terminus est de l'autoroute                                                                                      | Terminus est de l'autoroute |
| Hudson                                            | Jersey City                     | 66,76 | 107,44 | —                                                          | Jersey Avenue – Tunnel Lincoln                                                                                   | Intersection à niveau |
| Hudson                                            | Jersey City                     | 67,03 | 107,87 | —                                                          | Marin Boulevard                                                                                                  | Intersection à niveau |
| Hudson                                            | Jersey City                     | 67,14 | 108,05 | Poste de péage de Holland Tunnel (direction est seulement) | Poste de péage de Holland Tunnel (direction est seulement)                                                       | Poste de péage de Holland Tunnel (direction est seulement)                                                                                  |
| Fleuve Hudson                                     | Fleuve Hudson                   | 67,83 | 109,16 | Holland Tunnel                                             | Holland Tunnel                                                                                                   | Holland Tunnel |
| Fleuve Hudson                                     | Fleuve Hudson                   | 67,83 | 109,16 |                                                            | I-78 est (Holland Tunnel) – New York                                                                             | Continue dans l'État de New York |
| - Terminus de multiplex - Péage - Accès incomplet |                                 |       |        |                                                            | | |

### New York
| Interstate 78  |               |      |      |                                                                |                                                                |                                                                |
| Arrondissement | Quartier      | mi   | km   | Sortie                                                         | Intersections / Destinations                                   | Notes                                                          |
| Fleuve Hudson  | Fleuve Hudson | 0,00 | 0,00 | —                                                              | I-78 ouest (Holland Tunnel) – New Jersey                       | Continue au New Jersey                                         |
| Fleuve Hudson  | Fleuve Hudson | 0,80 | 1,30 | Holland Tunnel (poste de péage en direction est au New Jersey) | Holland Tunnel (poste de péage en direction est au New Jersey) | Holland Tunnel (poste de péage en direction est au New Jersey) |
| Manhattan      | Tribeca       | 0,90 | 1,45 | 1                                                              | NY 9A (West Street)                                            |                                                                |
| Manhattan      | Tribeca       | 1,00 | 1,60 | 2                                                              | Hudson Street – Upper Manhattan                                |                                                                |
| Manhattan      | Tribeca       | 1,00 | 1,60 | 3                                                              | Brooklyn                                                       | Vers le Pont de Manhattan via Walker et Canal Street           |
| Manhattan      | Tribeca       | 1,10 | 1,80 | 4                                                              | Lower Manhattan                                                | Via Varick Street                                              |
| Manhattan      | Tribeca       | 1,10 | 1,80 | 5                                                              | Canal Street est                                               | Via Laight Street est                                          |
| - Péage        |               |      |      |                                                                |                                                                |                                                                |

## Autoroutes reliées
Toutes les autoroutes auxiliaires de l'I-78 desservent la ville de New York; cependant, aucune d'entre elles ne croisent l'I-78 suivant la troncature de l'I-78 à l'est du Holland Tunnel.

### New Jersey
- Interstate 278

### New York
- Interstate 278
- Interstate 678